# Пољов
Пољов (слч. Poľov) је градска четврт Кошица, у округу Кошице II, у Кошичком крају, Словачка Република.

## Становништво
Према подацима о броју становника из 2011. године градско насеље је имало 1.109 становника.